# Smeryngolaphria taperignae
Smeryngolaphria taperignae là một loài ruồi trong họ Asilidae. Smeryngolaphria taperignae được Artigas & Papavero & Pimentel miêu tả năm 1988. Loài này phân bố ở vùng Tân nhiệt đới.